# Писковиц

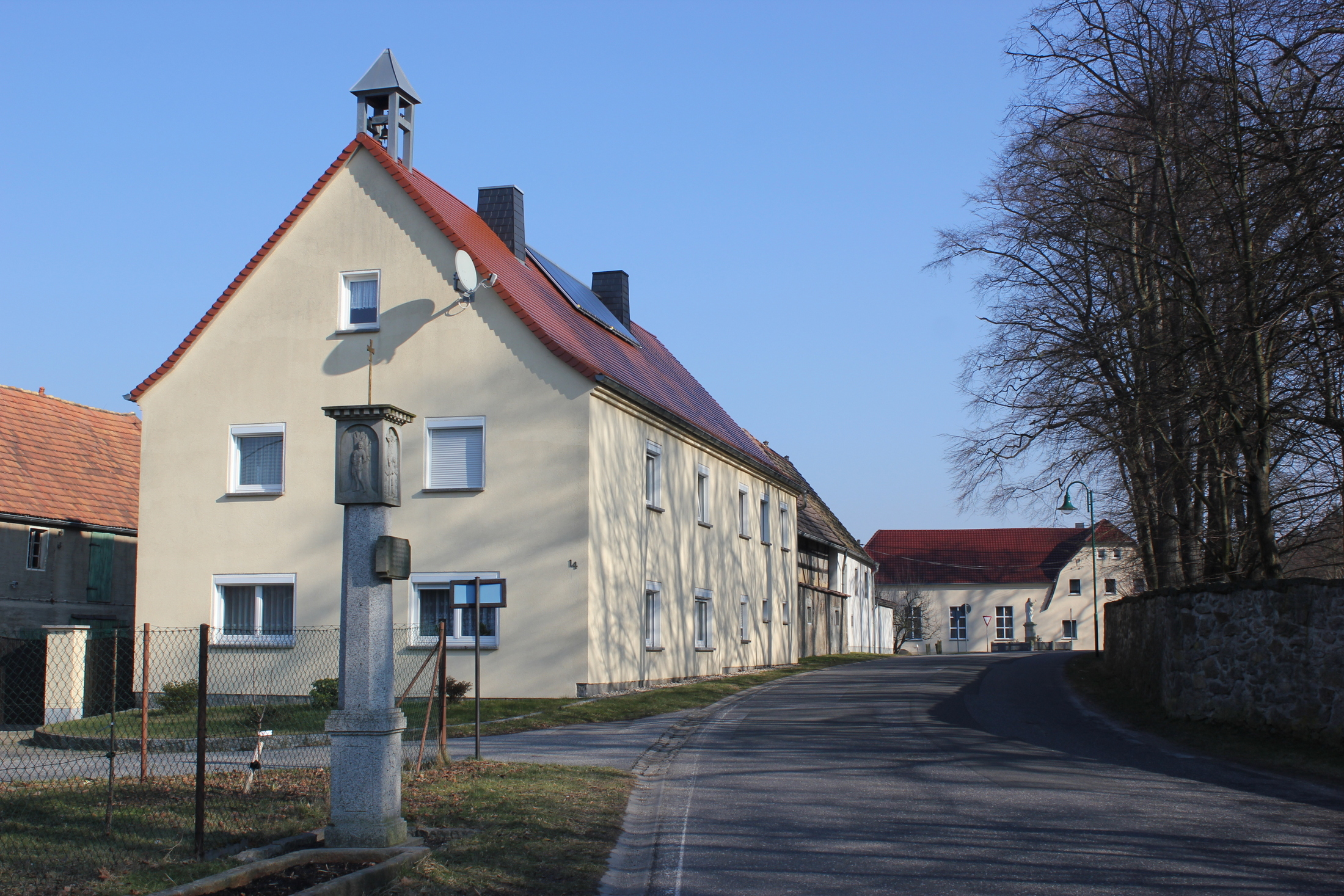

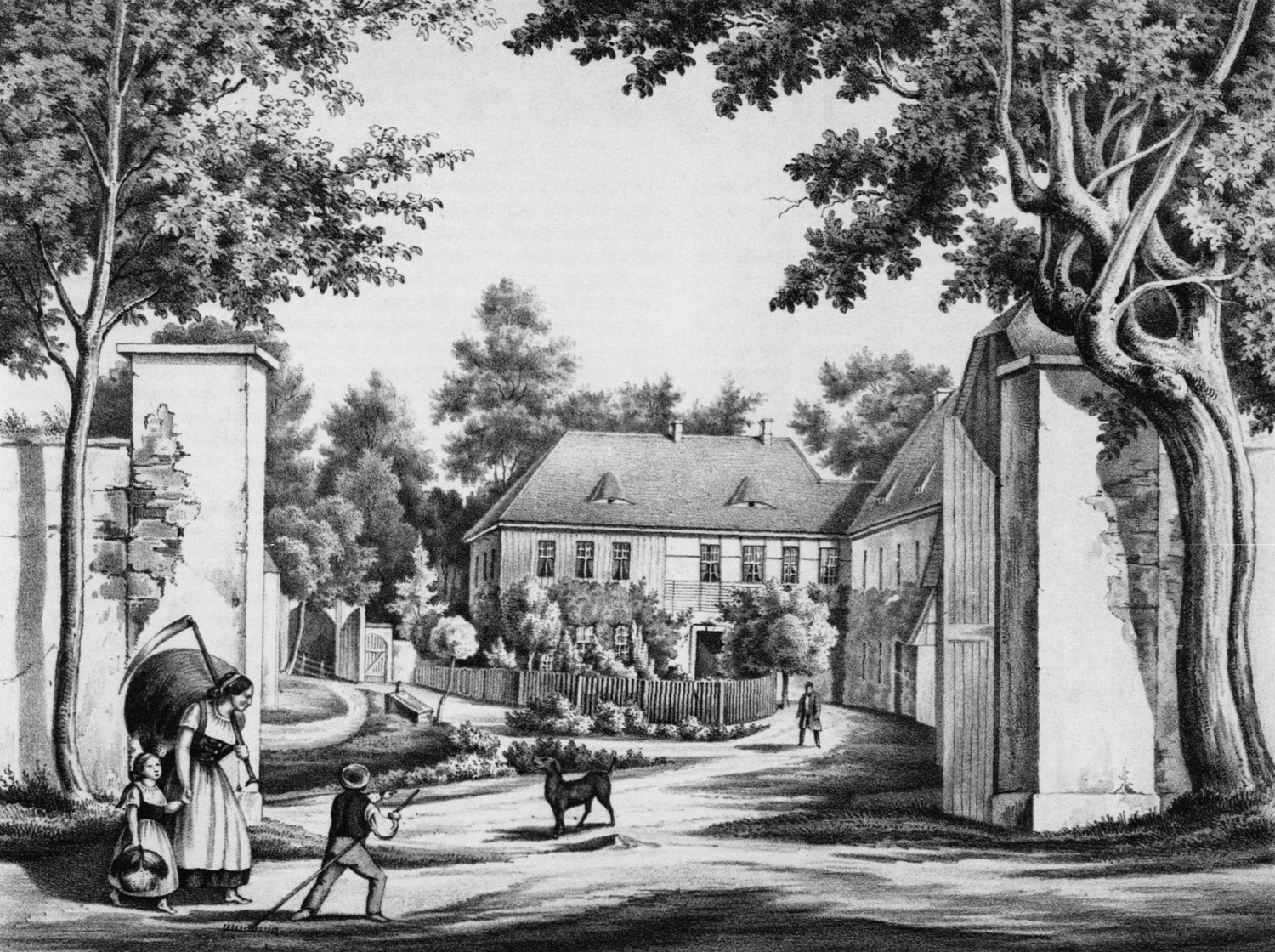
Пескецы. Гравюра 1860 года.

Пи́сковиц или Пе́скецы (нем. Piskowitz; в.-луж. Pěskecyо файле) — деревня в Верхней Лужице, Германия. Входит в состав коммуны Небельчицы района Баутцен в земле Саксония. Подчиняется административному округу Дрезден.

## География
Деревня с трёх сторон окружена хвойным лесом. Находится в 6 км на восток от Каменца при дороге на Рожант. Южная часть деревни в отличие от северной части, располагающейся на равнине, находится на холмистой возвышенности. Высота самого высокого холма под названием «Пескечанская Шибеньца» составляет 200 метров над уровнем моря.
Соседние деревни: Смерджаца — на северо-восходе, Сербске-Пазлицы — на юге, Рожант — на востоке и Немске-Пазлицы (сегодня входит в состав Каменца) — на западе.

## История
Между Пескецами и деревней Смердзаца находятся 17 курганов, относящихся к Лужицкой культуре.
Деревня впервые упоминается в 1280 году как Пецкевич (Pezkwicz). В средние века деревня была рыцарским поместьем и несколько раз переходила в собственность различных рыцарских родов, среди которых самым известным был род под наименованием Zezschwitz.
Во время Второй мировой войны здесь укрывался избежавший депортации в концлагерь еврейский интеллектуал и немецкий филолог Виктор Клемперер, который выбрал Пескецы в качестве убежища из-за её, как он писал, «антигитлеровского населения».
В настоящее время деревня входит в состав культурно-территориальной автономии «Лужицкая поселенческая область», на территории которой действуют законодательные акты земель Саксонии и Бранденбурга, содействующие сохранению лужицких языков и культуры лужичан.

## Население
Согласно статистическому сочинению «Dodawki k statisticy a etnografiji łužickich Serbow» Арношта Муки в Пескецах в 1880 годах проживало 197 человек (из них — 187 серболужичан (95 %) и 10 немцев).
Лужицкий демограф Арношт Черник в своём сочинении «Die Entwicklung der sorbischen Bevölkerung» пишет, что лужицкое население деревни в 1956 году составляло 83,8 %.
На 31 декабря 2015 численность населения составляла 240 человек.
Официальным языком в населённом пункте, помимо немецкого, является верхнелужицкий язык.
| 2011 | 2015 |
| ---- | ---- |
| 204  | 240  |